# Niewidzialny agent
Niewidzialny agent (ang. Invisible Agent) – amerykański film 1942 roku, będący połączeniem filmu grozy, komedii oraz kina szpiegowskiego. Film jest kontynuacją obrazu Niewidzialna kobieta z 1940 roku i jest oparty na powieści Niewidzialny człowiek Herbera George’a Wellsa.

## Treść
Trwa II wojna światowa. Agenci wywiadu Japonii, III Rzeszy i Stanów Zjednoczonych usiłują zdobyć substancję, której użycie powoduje niewidzialność. Posiadanie jej zapewniłoby agentom przewagę nad wrogami.

## Główne role
- Ilona Massey - Maria Sorenson
- James Craven - Ship's Radio Man
- Keye Luke - Surgeon
- Holmes Herbert - Sir Alfred Spencer
- John Litel - John Gardiner
- Albert Bassermann - Arnold Schmidt
- J. Edward Bromberg - Karl Heiser
- Cedric Hardwicke - Conrad Stauffer
- Peter Lorre - Baron Ikito
- Jon Hall - Frank Raymond